# Tôma Nguyễn Văn Trâm
Tôma Nguyễn Văn Trâm (sinh ngày 9 tháng 1 năm 1942) là một giám mục người Việt, từng giữ chức giám mục phụ tá của Giáo phận Xuân Lộc (1992–2005), giám mục chính tòa tiên khởi của Giáo phận Bà Rịa (2005–2017) và giám quản Tông Tòa Giáo phận Phan Thiết (2017–2019). Kể từ ngày 12 tháng 12 năm 2019, ông chính thức nghỉ hưu và không giữ thêm bất kỳ chức vụ nào tại các giáo phận.
Ngoài tiếng mẹ đẻ là tiếng Việt, ông còn có khả năng giao tiếp bằng tiếng Anh, tiếng Pháp và tiếng Ý.

## Thân thế và tu tập
Giám mục Nguyễn Văn Trâm sinh ngày 9 tháng 1 năm 1942 tại Phước Lễ, Bà Rịa (nay thuộc thành phố Bà Rịa, tỉnh Bà Rịa–Vũng Tàu), thuộc Giáo phận Bà Rịa, trong một gia đình Công giáo, và được đặt tên thánh là Tôma (Thomas). Thuở nhỏ, cậu bé Trâm đã sớm có chí hướng tu hành, vì thế, năm 1953, gia đình đưa cậu vào học tại Tiểu chủng viện Thánh Giuse Sài Gòn, sau đó tiếp tục theo học tại Đại Chủng viện Thánh Giuse Sài Gòn.

## Linh mục
Phó tế Tôma Nguyễn Văn Trâm được thụ phong linh mục vào ngày 1 tháng 5 năm 1969, tại Nhà thờ Phước Lễ (Bà Rịa) thuộc Giáo phận Xuân Lộc. Sau khi thụ phong, vị linh mục trẻ được giám mục giáo phận bổ nhiệm làm Linh mục phó xứ giáo xứ Biên Hoà. Một năm sau đó (năm 1970), linh mục Nguyễn Văn Trâm được chọn cho đi du học tại Đại học Giáo hoàng Urbaniana của Bộ Truyền giáo Rôma và ông đã tốt nghiệp với học vị Tiến sĩ Giáo Luật vào năm 1974.
Sau khi trở về Việt Nam, ông được Giám mục Đa Minh Nguyễn Văn Lãng chọn làm Bí thư và được bổ nhiệm làm Linh mục chánh xứ giáo xứ Thánh Mẫu (nay là Giáo xứ Xuân Khánh), cạnh Tòa Giám mục, đồng thời kiêm các chức vụ Chánh án Toà án Hôn Phối và Quản lý Giáo phận. Ngoài ra, linh mục Trâm cũng là Giáo sư môn Giáo luật tại Đại chủng Viện Thánh Giuse Sài Gòn.

## Giám mục

### Giám mục phụ tá Giáo phận Xuân Lộc
Ngày 6 tháng 3 năm 1992, Tòa Thánh loan tin Giáo hoàng Gioan Phaolô II bổ nhiệm linh mục Tôma Nguyễn Văn Trâm làm giám mục Hiệu tòa ILTA, Giám mục phụ tá Giáo phận Xuân Lộc. Lễ tấn phong cho Tân giám mục Tôma diễn ra vào ngày 7 tháng 5 năm 1992 tại khuôn viên Tiểu Chủng viện Thánh Phaolô do Giám mục chính tòa Giáo phận Xuân Lộc Phaolô Maria Nguyễn Minh Nhật làm chủ phong. Hai giám mục Phụ phong cho Tân giám mục Tôma là Giám mục Nicôla Huỳnh Văn Nghi, Giám mục chính tòa giáo phận Phan Thiết và Giám mục Phaolô Nguyễn Văn Hòa, giám mục chính tòa Giáo phận Nha Trang. Khẩu hiệu giám mục của ông là "Hiền lành và Khiêm nhường".
Năm 1993, Tòa Thánh bổ nhiệm Giám mục Giáo phận Phan Thiết Huỳnh Văn Nghi làm Giám quản Tông Tòa của Tổng giáo phận Thành phố Hồ Chí Minh. Vì việc bổ nhiệm này, giám mục Nghi từng ngỏ ý với giám mục Nguyễn Minh Nhật để giám mục phụ tá giáo phận là giám mục Trâm làm giám mục chính tòa. Tuy vậy, sau đó việc này bất thành do giám mục Trâm chỉ mới là một giám mục mới được phong chức và giáo phận Phan Thiết là một giáo phận lớn.
Năm 2004, khi Giám mục chính tòa Xuân Lộc Phaolo Nguyễn Minh Nhật hồi hưu, kế vị ông là giám mục tân cử Đa Minh Nguyễn Chu Trinh. Nguyên nhân là Giám mục Trâm được sắp xếp để chuẩn bị làm Giám mục tiên khởi Giáo phận Bà Rịa chuẩn bị được tách ra vào 1 năm sau đó.

### Giám mục chính tòa Tiên khởi giáo phận Bà Rịa
Ngày 22 tháng 11 năm 2005, ông được Giáo hoàng Biển Đức XVI bổ nhiệm làm giám mục chính tòa tiên khởi của Giáo phận Bà Rịa vừa được thành lập, tách ra từ giáo phận Xuân Lộc. Ngày 5 tháng 12 năm 2005, ông chính thức nhận Tân Giáo phận Bà Rịa, trở thành giám mục chính tòa Tiên khởi của giáo phận Bà Rịa.
Ngày 27 tháng 11 năm 2015, Giáo hoàng Phanxicô bổ nhiệm Linh mục Emmanuel Nguyễn Hồng Sơn – Tổng Đại diện giáo phận, làm giám mục phó với quyền kế vị ông. Ông cũng cho biết đã đệ trình đơn xin về hưu theo giáo luật vì đã 75 tuổi, và đang chờ Tòa Thánh chấp nhận.
Ngày 6 tháng 5 năm 2017, Giáo hoàng công bố quyết định chấp thuận đơn xin về hưu của Giám mục Tôma Nguyễn Văn Trâm, Giám mục Phó Emmanuel Nguyễn Hồng Sơn đương nhiên kế nhiệm ông trên cương vị Giám mục chính tòa Giáo phận Bà Rịa. Ông sẽ tiếp tục sứ vụ Giám mục Giám quản Tông tòa Giáo phận Phan Thiết, nơi mà ông đã được bổ nhiệm làm Giám quản tháng 3 năm 2017, cho đến khi giáo phận này có Tân giám mục chính tòa.

### Kiêm nhiệm giám quản Tông Tòa Giáo phận Phan Thiết
Ngày 14 tháng 3 năm 2017, Giám mục Tôma Nguyễn Văn Trâm được Bộ Rao giảng Phúc Âm cho các Dân nước (Bộ Truyền giáo) của Tòa Thánh bổ nhiệm làm giám mục giám quản Tông Tòa Giáo phận Phan Thiết, hiện đang trống tòa do giám mục chính tòa giáo phận này là Giuse Vũ Duy Thống đột ngột qua đời hai tuần trước đó.
Ngày 1 tháng 4 năm 2017, với sự chứng kiến của Tổng giám mục Giáo tỉnh Sài Gòn Phaolô Bùi Văn Đọc, Giám mục chính tòa Giáo phận Lạng Sơn và Cao Bằng Giuse Châu Ngọc Tri, Giám mục chính tòa Giáo phận Nha Trang Giuse Võ Đức Minh, cùng đông đảo các linh mục đến từ Tổng giáo phận Sài Gòn, Giáo phận Bà Rịa và linh mục đoàn Giáo phận Phan Thiết, tân Giám quản Phan Thiết Tôma Nguyễn Văn Trâm chủ sự lễ nhậm chức lúc 9 giờ sáng tại Nhà thờ chính tòa Phan Thiết, chính thức giám quản giáo phận này. Ông kết thúc chức giám quản Tông Tòa Giáo phận Phan Thiết vào ngày 12 tháng 12 năm 2019, là ngày giám mục Giuse Đỗ Mạnh Hùng nhậm chức tại đây.
Giám Mục Tôma Nguyễn Văn Trâm chính thức nghỉ hưu vào ngày 12 tháng 12 năm 2019. 

## Tông truyền
Giám mục Tôma Nguyễn Văn Trâm được tấn phong giám mục năm 1992, dưới thời Giáo hoàng Gioan Phaolô II, bởi:
- Giám mục Chủ phong: Giám mục chính tòa Giáo phận Xuân Lộc Phaolô Maria Nguyễn Minh Nhật.
- Hai giám mục Phụ phong: Giám mục Nicôla Huỳnh Văn Nghi, giám mục chính tòa Giáo phận Phan Thiết và giám mục Phaolô Nguyễn Văn Hòa, giám mục chính tòa Giáo phận Nha Trang.

Giám mục Tôma Nguyễn Văn Trâm là giám mục Chủ phong cho giám mục:
- Năm 2016, giám mục Emmanuel Nguyễn Hồng Sơn, hiện đang là giám mục chính tòa Giáo phận Bà Rịa.

Giám mục Tôma Nguyễn Văn Trâm là giám mục Phụ phong cho các giám mục:
- Năm 1997, giám mục Phêrô Nguyễn Văn Nho, cố giám mục Phó Giáo phận Nha Trang.
- Năm 2001, giám mục Phaolô Nguyễn Thanh Hoan, cố giám mục chính tòa Giáo phận Phan Thiết.
- Năm 2004, giám mục Đa Minh Nguyễn Chu Trinh, hiện đang là nguyên giám mục chính tòa Giáo phận Xuân Lộc.
- Năm 2009, giám mục Tôma Aquinô Vũ Đình Hiệu, hiện đang là giám mục chính tòa Giáo phận Bùi Chu.

Dưới đây là sơ đồ tính Tông truyền từ giám mục Việt Nam đầu tiên được giám mục ngoại quốc chủ phong cho đến đời Giám mục Nguyễn Văn Trâm.